# Nayra
Nayra es un nombre propio de persona femenino que tiene dos significados según su origen: la que es maravillosa, de ojos grandes o guerrera. Sus orígenes se hallan en los aborígenes guanches.

## Variantes
- Nayura

Nayura: Origen quechua, que significa "La de ojos grandes". Y en aimara significa "Ojo". También significa antes del antes (lo que quiere decir lo primero).
Nairú: es un nombre propio de persona masculina que tiene su origen en los aborígenes guanches. Su significado es Divino Masculino, El de los ojos grandes, El que todo lo ve.
Variante de Nayura 
muy antigua.
- Datos: Q6039104
- Multimedia: Nayra (given name) / Q6039104